# Ликар, Иван
Иван Иванович Ликар (серб. Иван Иване Ликар, словен. Ivan Ivana Likar), известный по прозвищу «Сочан» (серб. Сочан, словен. Sočan; 9 сентября 1921, Лог-под-Мангартом — 12 декабря 1991, Шемпетер-при-Горице) — югославский словенский военный, участник Народно-освободительной войны, Народный герой Югославии и общественно-политический деятель.

## Биография

### Ранние годы
Родился 9 сентября 1921 в Логе-под-Мангартом близ Бовца. Окончил начальную школу в родном городе, с 1938 года работал на шахте Райбель в Италии. В январе 1941 года был призван в итальянскую армию, службу нёс в Тоскане до июля 1942 года. В сентябре 1942 года в Триесте вышел на связь с югославскими партизанами и стал одним из их агентов на шахте Рабель, переводя на сторону партизан итальянских шахтёров.

### В партизанских рядах
В феврале 1943 года Иван перебрался на сторону партизан и очутился на территории Словении, опасаясь быть раскрытым на шахте. Вступил в 5-ю роту 2-го батальона Северно-Приморского партизанского отряда, где получил звание водника (старший сержант). Был заместителем командира роты минёров в 3-й словенской ударной бригаде имени Ивана Градника. Командовал ротой в Базовицкой бригаде и затем в Бришско-Бенешском партизанском отряде.
В ходе войны Иван отметился участием во множестве битв: 26 апреля 1943 в битве с итальянцами на горе Голобар, в мае 1943 — в битве на Столе, 19 июля 1943 — в 15-часовой обороне Крина от итальянских войск (в том бою был тяжело ранен), в засаде между деревнями Предил и Стремец (тогда ему удалось разгромить немецкую колонну и убить её командира), в декабре 1943 — в боях за оловянную шахту в Райбене, в январе 1944 — в штурме крепости Подмелец.
Иван окончил офицерскому школу при 9-м словенском армейском корпусе, после её окончания возглавил 2-й батальон в Бришско-Бенешском партизанском отряде. В июле 1944 года с целью занять территорию Корушки он отправился к партизанам из деревни Бела Печ. Один священник выдал Ликара, и немцы окружили его и потребовали от него сдаться. Тот в ответ открыл огонь: первым выстрелом убил немецкого офицера, внеся панику в ряды немцев, и тут же выбрался из кольца. В ходе преследования немцы ранили Ликара, и тот скрылся в первом попавшемся доме. Крестьяне снова выдали Ликара, и тот вынужден был снова удирать от немцев: бросив гранату в них, он воспользовался снова возникшей паникой и сбежал в лес. Спустя три дня он добрался до родной деревни и своего отряда.
До конца войны он по заданию 30-й словенской дивизии работал на территории Горишки (от Кобарида до Тренте) в составе диверсионной группы. Он был причастен к серии успешных диверсий между Бовцом и Трбижем (ныне город Тарвизио в Италии).

### После войны
После войны Ликар возглавлял гарнизон оккупированного Трбижа. В октябре 1945 года он стал жертвой автомобильной аварии, когда его сбил джип англо-американских войск. Ликару пришлось ампутировать ногу и срочно демобилизовать в ранге капитана. До 1962 года он работал в Постойне, Толмине и Кобариде руководителем службы доставки пищи. Возглавлял Объединение союза борцов в Кобариде, Содружества инвалидов войны в Кобариде, а также состоял в Кобаридском и Толминском окружных комитетах Компартии Словении, Совете социальной помощи общинам и так далее.
Скончался 12 декабря 1991 в Шемпетере-при-Горице. Награждён рядом орденов и медалей, в том числе Орденом Народного героя Югославии (27 ноября 1953).